# Rick Rude
Richard Erwin Rude (7. prosince 1958 – 20. dubna 1999), známý pod svým ringovým jménem „Ravishing“ Rick Rude, byl americký profesionální wrestler, který vystupoval v mnoha promotérských společnostech, včetně World Championship Wrestling (WCW), World Wrestling Federation (WWF) a Extreme Championship Wrestling (ECW).
Zápasil od roku 1982 až do svého odchodu do důchodu v roce 1994 kvůli zranění, poslední zápas měl v roce 1997. Mimo jiné byl čtyřnásobným mistrem světa, trojnásobným mezinárodním mistrem světa v těžké váze WCW, mistrem světa v těžké váze WCWA, interkontinentálním mistrem těžké váhy WWF a mistrem těžké váhy WCW United States. Po odchodu do důchodu dělal trenéra několika zápasníků.
Na konci roku 1997 založil spolu se Shawnem Michaelsem, Triplem H a Chynou populární frakci D-Generation X. V roce 2017 byl posmrtně uveden do Síně slávy WWE. Uvedl ho do ní bývalý wrestler Ricky Steamboat.

## Mládí
Narodil se v St. Peteru v Minnesotě Richardu Clydeovi Roodovi a Sally Jean Thompsonové. Navštěvoval střední školu Robbinsdale High School v Robbinsdale ve státě Minnesota společně s budoucími wrestlery Tomem Zenkem, Bradym Boonem, Nikitou Koloffem, Curtem Hennigem, Johnem Nordem a Barrym Darsowem. Zvláště blízký si byl se svým kamarádem z dětství Curtem Hennigem.

## Osobní život
V roce 1976 se oženil se svou láskou Cheryl Hollerovou. Později, v roce 1982, se manželé rozvedli. V roce 1988 se oženil se svou druhou ženou Michelle a zůstali spolu až do jeho smrti v roce 1999. Měli spolu tři děti: Richarda juniora, Merissu a Coltona. Jeho mladší syn Colton zemřel 3. září 2016 ve věku 19 let při nehodě na motocyklu v Rome ve státě Georgia.
Profesionální wrestler Bret Hart prohlásil, že navzdory sukničkářského charakteru „Ravishing One“, který Rude ztvárnil, byl oddaným rodinným příslušníkem, který si ani během zápasů nesundával snubní prsten, ale zakrýval ho páskou.[ujasnit]

## Smrt

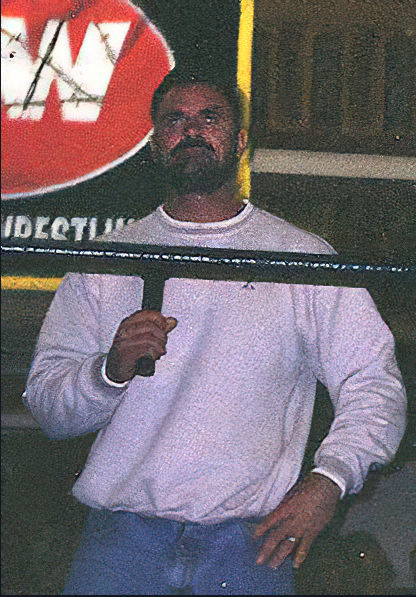
Rick Rude v roce 1997

Byl nalezen svou ženou v bezvědomí a zemřel ráno 20. dubna 1999 ve věku 40 let na selhání srdce. Pitva ukázala, že zemřel na předávkování léky. Před svou smrtí trénoval na návrat do ringu. K jeho smrti mohly přispět účinky gama-hydroxybutyrátu a léku proti narkolepsii.

## Úspěchy a ocenění
- Championship Wrestling from Florida
  - NWA Southern Heavyweight Championship (Florida version) (2x)
  - NWA United States Tag Team Championship (Florida version) (1x) – s Jesse Barrem
- Continental Wrestling Association
  - NWA/AWA Southern Heavyweight Championship (1x)
  - NWA/AWA Southern Tag Team Championship (1x) – s King Kongem Bundym
- Jim Crockett Promotions / World Championship Wrestling
  - WCW International World Heavyweight Championship (3x)
  - WCW United States Heavyweight Championship (1x)
  - NWA World Tag Team Championship (Mid-Atlantic version) (1x) – s Mannym Fernandezem
  - Nintendo Top Ten Challenge Tournament (1992)
- Memphis Wrestling Hall of Fame
  - Class of 2022
- Pro Wrestling Illustrated
  - Most Hated Wrestler of the Year (1992)
  - PWI ranked him No. 4 of the top 500 singles wrestlers in the PWI 500 in 1992
  - PWI ranked him No. 57 of the top 500 singles wrestlers of the "PWI Years" in 2003
- World Class Championship Wrestling / World Class Wrestling Association
  - NWA American Heavyweight Championship (1x)
  - WCWA Television Championship (1x)
  - WCWA World Heavyweight Championship (1x)
- World Wrestling Federation / WWE
  - WWF Intercontinental Championship (1x)
  - WWE Hall of Fame (Class of 2017)
  - 20 Man Royal Rumble (March 16, 1988)
  - Slammy Award (1x)
    - Jesse "The Body" Award (1987)
- Wrestling Observer Newsletter
  - Best Heel (1992)
  - Most Unimproved (1993)
  - Worst Worked Match of the Year (1992) vs. Masahiro Chono na Halloween Havoc